# Notruf- und Service-Leitstelle
Notruf- und Serviceleitstellen (NSL) nach DIN VDE V 0827-11 sind ständig besetzte Stellen in Deutschland, die Alarme, Warnungen, Meldungen und Informationen insbesondere aus Gefahrenmeldeanlagen, wie
- Einbruchmeldeanlagen,
- Überfallmeldeanlagen,
- Notfall- und Gefahren-Reaktions-Systeme (NGRS),
- Videoüberwachungsanlagen,
- Gefahrenwarnanlagen,
- Brandwarnanlagen,
- Zutrittskontrollanlagen,
- Anlagen für Personenüberwachung, Nachverfolgung von Alleinarbeitern und Objektverfolgungssysteme oder
- aus ähnlichen Anlagen und Systemen,

von überwachten Schutzobjekten empfangen, verifizieren, bearbeiten und weitere entsprechende Maßnahmen (z. B. Intervention) einleiten. Meldungen und Warnungen, die aus sicherungstechnisch relevanten Schutzobjekten (z. B. Kritische Infrastrukturen) aufgrund dort identifizierter Gefahren übertragen werden, müssen in der Regel über Alarmempfangsstellen (AES) nach DIN EN 50518 (neuester Stand derzeit als Entwurf) zur NSL übertragen werden.
Ziele sind die Erfassung von schutzobjektbezogenen, sicherheitsrelevanten Informationen sowie die fachkompetente Informationsverarbeitung mit schnellstmöglicher Hilfeleistung zur Gefahrenabwehr. Somit stellt die NSL neben der AES eine wesentliche Funktion innerhalb der sogenannten Alarmkette dar.

## Dienstleistungen der NSL
Die Dienstleistungen einer NSL nach DIN VDE V 0827-11 sind:
- Technische Dienstleistung (TD);
- Sicherungsdienstleistung Alarmdienst (AD);
- Sicherungsdienstleistung Interventionsdienst (ID);
- zusätzliche Dienstleistung zur Effizienzsteigerung der Gefahrenabwehr.

### Technische Dienstleistung (TD)
Die technische Dienstleistung (TD) wird in der Regel durch eine AES durchgeführt und umfasst insbesondere folgende Tätigkeiten:
- Überwachen, Empfangen, Verarbeiten von Meldungen aus in Schutzobjekten;
- Messen und Protokollieren der Verfügbarkeit der Alarmübertragungsanlagen nach DIN EN 50136-1 (VDE 0830-5-1) inkl. Zurverfügungstellung für die NSL;
- Überwachen der Meldungsweiterleitung in der Sicherungskette;
- Störungserkennung aufgrund von Meldungen/ausbleibenden Meldungen und Organisation der Störungsbeseitigung in der Sicherungskette;
- Weiterleitung des Alarme an den Alarmdienst (AD).

### Alarmdienst (AD)
Als Alarmdienst (AD) wird eine Sicherungsdienstleistung bezeichnet, die darin besteht,
- Alarme und Meldungen unter Berücksichtigung aktueller schutzobjektrelevanter Informationen zu bewerten bzw. zu verifizieren (Alarmverifikation),
- geplante, d. h. vertraglich mit dem Kunden in einer Alarmdienst- und Interventionsvereinbarung festgehaltenen (Sicherungs-)Maßnahmen zur schnellstmöglichen Wiederherstellung der Schutzobjektsicherheit einzuleiten, zu überwachen sowie
- die Ergebnisse aus diesen Tätigkeiten zu dokumentieren.

### Interventionsdienst (ID)
Der Interventionsdienst (ID) ist eine nach der Alarmierung unmittelbar verfügbare Sicherungsdienstleistung, deren Tätigkeiten im Wesentlichen darin bestehen, vereinbarte Maßnahmen zur Gefahrenabwehr am Schutzobjekt durchzuführen sowie die Ergebnisse aus diesen Tätigkeiten zu dokumentieren.

## Sicherungskette
Alarme und Meldungen müssen unverzüglich und sicher an die zuständigen Stellen für den technischen Dienst, den Alarmdienst und den Interventionsdienst übertragen werden. Damit die verbundenen Tätigkeiten und Abläufe (Prozesse) stets beherrscht werden, sind diese in Form von Prozessschritten zu einer Sicherungskette miteinander verknüpft.
Die Sicherungskette besteht aus den Prozessen Alarmierung, Intervention und Reporting, einschließlich der zugehörigen Prozessschritte sowie deren Überwachung.
Die Anforderungen an die Dienstleistungen und die Sicherungskette werden in der DIN VDE V 0827-11 in zahlreichen Unterpunkten noch aufgegliedert, wie z. B. zu den Themenbereichen:
- Verantwortlichkeiten
- Personelle und technische Verfügbarkeit
- Bauliche, technische, organisatorische und personelle Anforderungen
- Vertraulichkeit
- Überwachung der Prozessschritte in der Sicherungskette
- Prozess des Reportings

## Management einer NSL
Zudem enthält die DIN VDE V 0827-11 u. a. Anforderungen und Regelungen bezüglich des Managements einer NSL mit Unterpunkten, wie z. B. zu den Themenbereichen:
- Alarm- und Interventionsplan
- Plan für Störungen, Krisen und Notfälle
- Kooperationen

## Norm vs. Vornorm
Die Normenreihe DIN VDE V 0827 werden als Vornormen bezeichnet, solange sie noch nicht als harmonisierte Europäische Norm (EN) verabschiedet sind. Nach spätestens drei Jahren wird jährlich überprüft, ob sie in eine harmonisierte Europäische Norm überführt werden kann. Zuständig für die Normenreihe DIN VDE V 0827 und deren Teile 10–19 ist das nationale Arbeitsgremium K 713 „Gefahrenmelde- und Überwachungsanlagen“ der DKE Deutsche Kommission Elektrotechnik Elektronik Informationstechnik in DIN und VDE und unterhalb dieses DKE-Komitee der Arbeitskreis AK 713.0.18.
Normen sind Empfehlungen, daher besteht grundsätzlich keine Verpflichtung diese einzuhalten. Sie sind jedoch sogenannte anerkannte Regeln der Technik, also eine technische Festlegung, die von einer Mehrheit repräsentativer Fachleute als Wiedergabe des Standes der Technik angesehen wird. Daher werden sie bei Problemfällen und Streitigkeiten von entsprechenden Sachverständigen herangezogen.
Im Rahmen der europäischen Vereinheitlichung der Normen werden neue nationale Normen in Deutschland in der Regel nur als Vornorm herausgegeben (siehe CEN/CENELEC-Geschäftsordnung Teil 2, Abs. 5 und die dort verankerte Stillhaltevereinbarung), weshalb auch die NSL-Normen als Vornormen herausgegeben wurden. Grundsätzlich sollen durch die Anwendung einer Vornorm zunächst die notwendigen Erfahrungen gesammelt werden.
Eine Vornorm kann jedoch den Status einer anerkannten Regel der Technik erlangen, wenn es kein anderes Regelwerk zu diesem Sachverhalt gibt und keine negativen Erfahrungen in der Anwendung vorliegen bzw. wenn sie von einer Mehrheit repräsentativer Fachleute als Wiedergabe des Standes der Technik angesehen wird. Dies dürfte bei den NSL-Vornormen durch die vielseitige Anwendung und die Umsetzung in spezifischen Regelwerken, wie z. B. der VdS Schadenverhütung GmbH bzw. der ÜEA-Richtlinie, mittlerweile der Fall sein.
Um qualifizierte NSL zertifizieren zu können, befindet sich ein weiterer Normenteil DIN VDE V 0827-12 derzeit in der Erstellung, welche die Prüfverfahren beschreiben soll.